# Comisión de Pueblos Andinos, Amazónicos y Afroperuanos, Ambiente y Ecología
La Comisión de Pueblos Andinos, Amazónicos, Afroperuanos, Ambiente y Ecología (CPAAAAE) es una comisión ordinaria creada por el Congreso de la República del Perú en 2006 con el objetivo de discutir sobre los temas referidos a los pueblos indígenas y originarios, y la gestión de sus territorios.
Las comisiones ordinarias son órganos subsidiarios, auxiliares y orgánicamente derivados del Pleno del Congreso. Son creadas para descentralizar y agilizar la actividad parlamentaria. También facilitan la recopilación de documentación para tomar mejores decisiones en el Pleno. No son órganos decisorios, sino consultivos.

## Historia
Aunque los temas relacionados con los asuntos indígenas han sido considerados desde la Constitución de 1820, estos han sido abordados de manera aislada desde distintos ministerios del Poder Ejecutivo. Este enfoque atomizado también se observa en la formación de las comisiones del Congreso. En 2001, se instauran en el Reglamento del Congreso la Comisión Ordinaria de Amazonía, Asuntos Indígenas y Afroperuanos; y la Comisión Ordinaria de Ambiente y Ecología de forma separada. Más adelante, en 2006, aparece por primera vez la Comisión de Pueblos Andinos, Amazónicos y Afroperuanos, Ambiente y Ecología como comisión ordinaria en respuesta a una visión más integral del desarrollo de los pueblos originarios del país.  

## Funciones
Las comisiones ordinarias, en general, tienen dos funciones principales, que son la legislativa y la de fiscalización y control. La composición de cada comisión procura respetar la proporcionalidad de la distribución de escaños en el Pleno del Congreso.

La función legislativa se desarrolla mediante la evaluación, estudio, análisis y dictamen de las proposiciones de ley, las resoluciones legislativas o las resoluciones legislativas del Congreso.

Las funciones de fiscalización y de control se ejercen al iniciarse una investigación sobre asuntos de interés público, al solicitar informes a los altos funcionarios del Estado con respecto a la función pública que desempeñan, o al verificar el cumplimiento o no de los requisitos constitucionales y reglamentarios de los actos del Poder Ejecutivo que se dan cuenta al Congreso.

En el ámbito legislativo, esta comisión tiene por objeto fortalecer la normativa para la lucha contra toda forma de discriminación racial y reivindicar los derechos de los pueblos indígenas, comunidades nativas, amazónicas y afroperuanas. En cuanto a representación política, la CPAAAAE se encarga de canalizar las demandas colectivas y ciudadanas, y de mediar entre las organizaciones de la sociedad civil y el Poder Ejecutivo. Estas funciones se realizan mediante las audiencias públicas descentralizadas. Respecto al control político, la comisión hace seguimiento de las políticas públicas y dispositivos normativos en los distintos niveles de gobierno para asegurar que estos consideren el desarrollo y bienestar de la población que representa.

## Composición actual
La actual comisión para el período anual 2022-2023 está compuesta por 13 miembros titulares y 10 miembros accesitarios.
| Congresista                    | Grupo Parlamentario                     | Cargo          |
| ------------------------------ | --------------------------------------- | -------------- |
| María Elizabeth Taipe Coronado | Perú Libre                              | Presidenta     |
| Ruth Luque Ibarra              | Cambio Democrático - Juntos por el Perú | Vicepresidenta |
| Jeny Luz López Morales         | Fuerza Popular                          | Secretaria     |
| Arturo Alegría García          | Fuerza Popular                          | Titular        |
| Nilza Merly Chacón Trujillo    | Fuerza Popular                          | Titular        |
| David Julio Jiménez Heredia    | Fuerza Popular                          | Titular        |
| Isaac Mita Alanoca             | Perú Libre                              | Titular        |
| Juan Carlos Mori Celis         | Acción Popular                          | Titular        |
| Martha Lupe Moyano Delgado     | Fuerza Popular                          | Titular        |
| Karol Ivett Paredes Fonseca    | Acción Popular                          | Titular        |
| Wilson Rusbel Quispe Mamani    | Perú Libre                              | Titular        |
| Hitler Saavedra Casternoque    | Somos Perú                              | Titular        |
| Cheryl Trigozo Reátegui        | Alianza para el Progreso                | Titular        |